# Václav Klaus
Václav Klaus ['va:ʦlaf 'klaʊs] (Praga, 19 de junio de 1941) fue presidente de la República Checa desde el 2003 hasta el 2013. Anteriormente, había sido primer ministro (1992-1997) y posteriormente presidente de la Cámara de Diputados. Pertenece al Partido Cívico Democrático.
Graduado en económicas por la Universidad Económica de Praga en 1963, completó sus estudios en universidades de Italia (1966) y en la Universidad de Cornell de los Estados Unidos (1969). Durante la Primavera de Praga publicó artículos sobre economía en favor de las reformas en la revista no comunista Tvář y en el semanario Literární noviny. Trabajó en el Instituto de Economía de la Academia de Ciencias Checoslovaca, que fue forzado a abandonar por razones políticas en 1970, y ocupó diversos cargos en el Banco de Checoslovaquia de 1971 a 1986. Ha recibido cincuenta grados honorarios en universidades de todo el mundo y escrito una veintena de libros sobre temas sociales, políticos y económicos. En 1995 su alma mater le dio el título de profesor de Economía. Es miembro de la Sociedad Mont Pelerin, una institución internacional para la promoción del liberalismo, y colabora en el Cato Journal, una revista libertaria norteamericana; ha recibido el premio Julian L. Simon Memorial. Está casado con la economista eslovaca Livia Rosamunda Klausová. Tiene dos hijos, Václav y Jan, y cinco nietos. Es conocido por sus líos de faldas; el primero, en 1991, con Eva Svobodová, y en verano de 2002 fue fotograficado por un tabloide con la estudiante de economía de 24 años Klára Lohniská y con Petra Bednářová. En 1993 la Universidad Francisco Marroquín le otorgó un *doctorado honoris causa.
Actualmente es conocido como uno de los más euroescépticos, pero respetado como uno de los más brillantes economistas dentro de la Unión Europea,[cita requerida] tiene una gran afinidad con los conservadores británicos.[cita requerida] Su victoria electoral, con un programa antiliberal, con una fuerte carga xenófoba (a pesar de que la república Checa casi no acoge refugiados o inmigrantes) hace temer un avance preocupante de la extrema derecha en toda Europa y sobre todo en los países del este, como sucede en Hungría. Esto llevará a que la Unión Europea a preparar mecanismos de castigo presupuestario a los países que no respeten los valores de la Unión.
El 9 de septiembre de 2014 en entrevista a la radio checa "Radio Impulse", Václav Klaus declaró que Ucrania es un estado creado artificialmente y que hoy en día Ucrania tiene una guerra civil (2014 disturbios prorrusos en Ucrania). En su opinión, "Maidan" fue un evento artificial creado por Occidente y los Estados Unidos por lo que Rusia se vio obligada a intervenir. Klaus también dijo que Ucrania carece de lazos fuertes para mantener el país unido.

## Situación del "lápiz" en Chile
Una situación, que para algunos llegó a ser cómica, fue la que realizó Klaus en su visita presidencial a Chile a principios de abril de 2011. En el momento en que el mandatario checo con su par chileno, Sebastián Piñera, firmaban un acuerdo bilateral Klaus, extrae una de las plumas con las cuales se firmaría el tratado y se la guarda en el bolsillo sin que el presidente chileno se percatara. El hecho fue captado por una cámara de un canal de televisión checo, el cual fue subido a YouTube, donde se convirtió en un fenómeno de internet. Luego de que causara furor el video, el gobierno chileno mencionó que "era un regalo para el presidente checo", bajándole el perfil al asunto.

## Distinciones Honoríficas

Escudo con Collar de la Orden de Isabel la Católica

(2004)